# Hammarbyskolan Södra

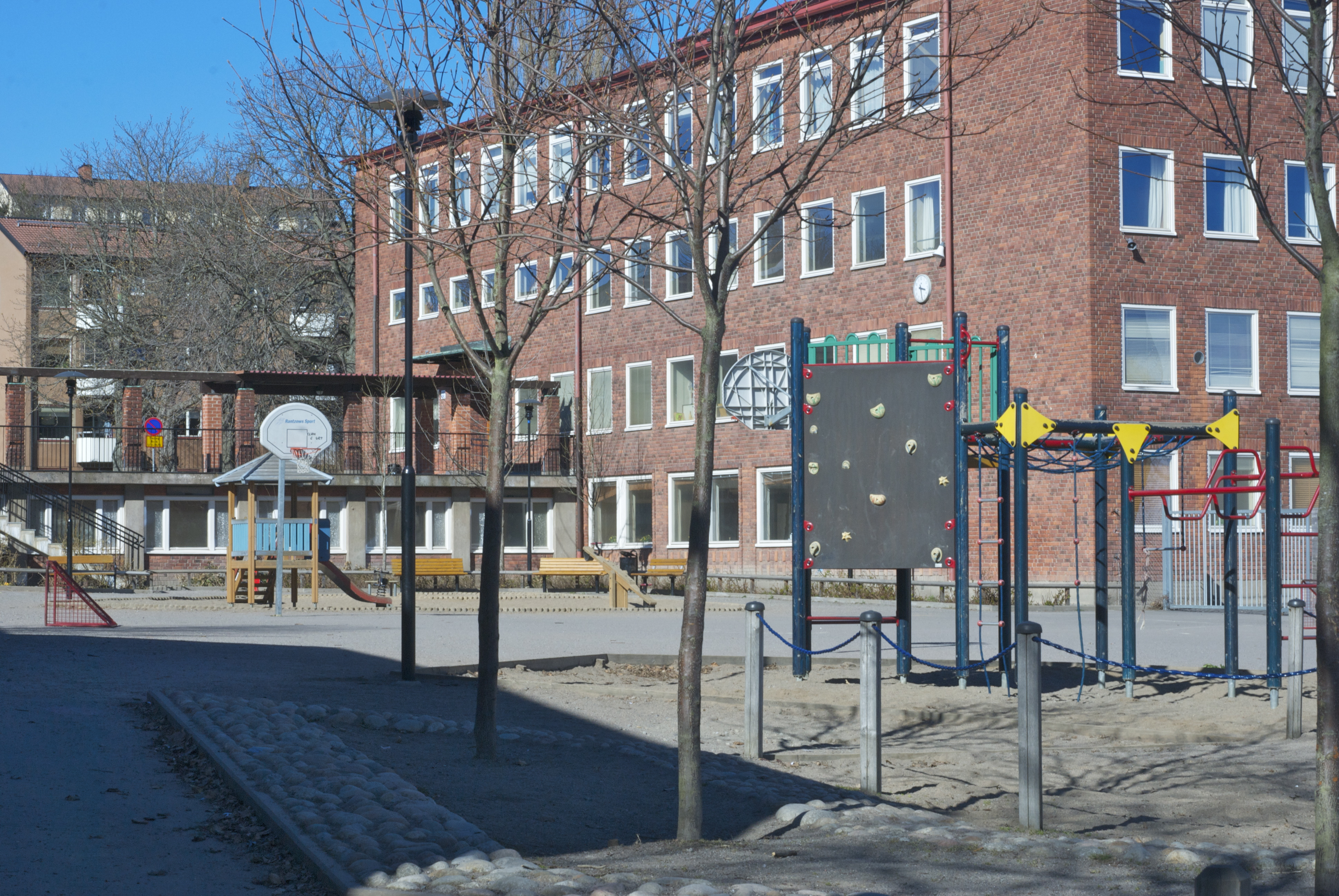
Nytorpsskolan i april 2011.

Hammarbyskolan Södra tidigare Nytorpsskolan är en kommunal grundskola i Hammarbyhöjden i Stockholm med cirka 850 (2023) elever. De kulturhistoriskt värdefulla skolbyggnaderna uppfördes 1950–1954 med en gymnastikhall uppförd 1957 och vidarebyggd fram till 1974. Samtliga byggnader ritades av David Dahl. Fastigheten ägs och förvaltas av SISAB och är grönmärkt av Stadsmuseet i Stockholm.

## Verksamhet
Skolan har 2023 cirka 850 elever från förskoleklass till årskurs 9. Från årskurs 6 finns klasser med idrotts-, estet- och vetenskapsprofil. 
I januari 2014 slogs Nytorpsskolan ihop med den Reggio Emiliainriktade Hammarbyskolan som då fick namnet Hammarbyskolan Norra. 2018 blev skolan åter en egen enhet.
Under 20 år fanns här Roma Kulturklass, en klass för romska barn som bedrev undervisning enligt läroplanen med romsk inriktning. Undervisning var tvåspråkig, svenska och romanes (kelderash). Klassen hade egna lokaler. I skolan gick de alla runt 30 elever i samma klass oavsett ålder, från förskoleålder upp till 16 år. Roma Kulturklass fick 2016 kritik av Skolinspektionen för brister i undervisning, trygghet, studiero och betygsättning. Efter hot om vite på 1,8 miljoner om problemen inte åtgärdades beslutades i november 2016 att Roma Kulturklass skulle läggas ned då Skolinspektionens rapport visade att frånvaron var mycket hög bland eleverna och lärarna saknat kunskap om betygssättning.

## Skolbyggnaden

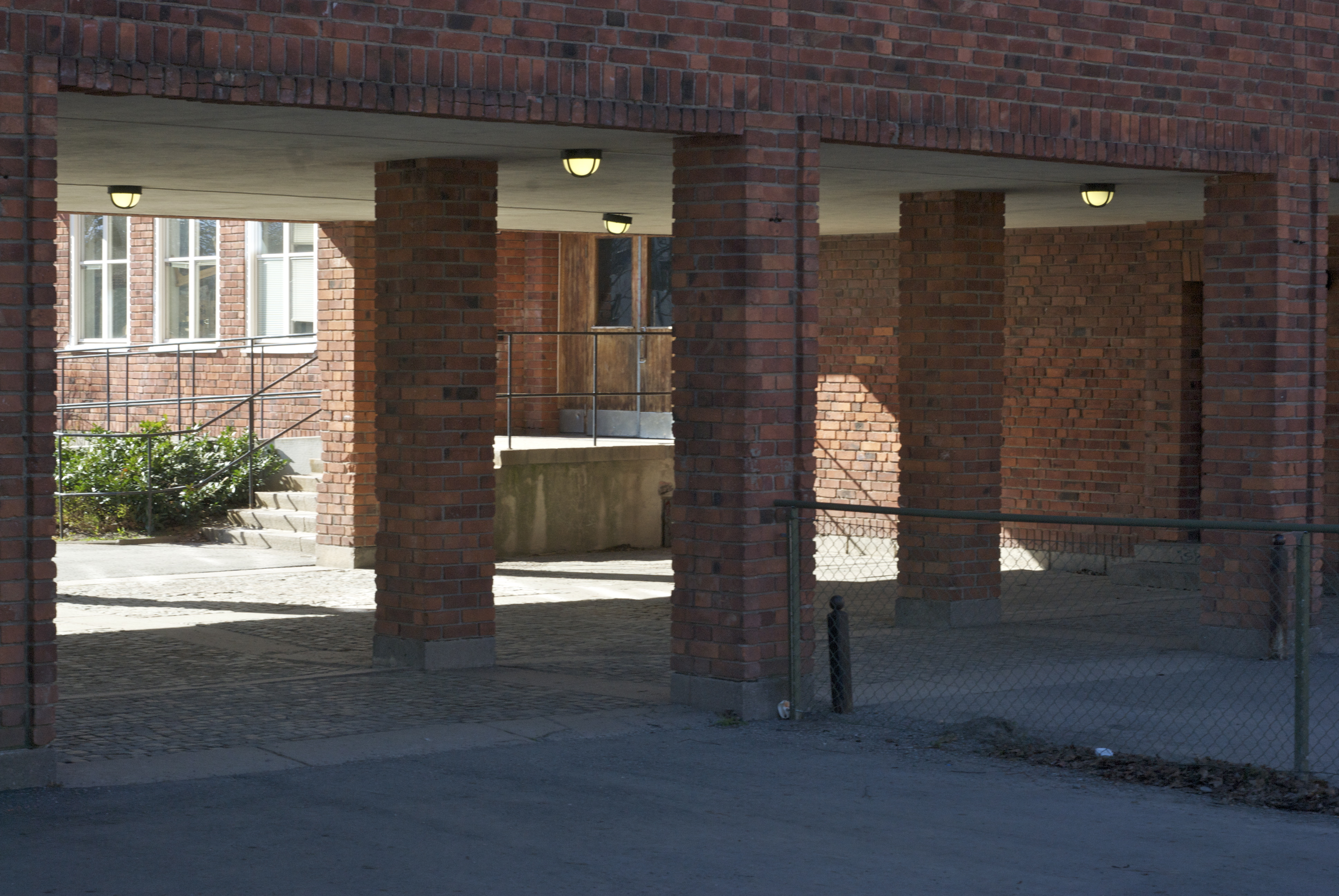
Ingång till skolgården.

Skolans huvudbyggnad är uppförd i rött tegel och består av flera flyglar kring en asfalterad skolgård som öppnar sig mot söder. En portik leder in till skolgården. Den inventering av skolan som Stockholms stadsmuseum lyfter fram byggnadens kvalitéer i detaljer, så som fönstersättning, portik, massiva pardörrar, inslag av mönstermurning och arbetade skorstenar.
Stockholms stadsmuseum har gett skolan grön klassificering vilket innebär att den anses vara särskilt värdefull från historisk, kulturhistorisk, miljömässig eller konstnärlig synpunkt. Nytorpsskolan anses ha både ett kulturhistoriskt, arkitekturhistoriskt och samhällshistoriskt värde. Hela anläggningen anses vara ett exempel på en välgestaltad och tidstypisk arkitektur som i huvudsak är välbevarad och som haft en viktig roll i stadsdelens sociala uppbyggnad.